# Arqueología del conflicto
La arqueología del conflicto es una disciplina de la arqueología centrada en los conflictos intergrupales e intragrupales. Estrechamente vinculada a la arqueología de los campos de batalla y a la arqueología de los emplazamientos militares, la arqueología de los conflictos se está desarrollando como una disciplina paraguas que engloba a estas otras, permitiendo una mayor elasticidad epistemológica que otros términos. 
La arqueología del conflicto está fuertemente arraigada en el ámbito anglosajón. Destaca su implantación entre los arqueólogos de las etapas históricas de los Estados Unidos, que han centrado su investigación principalmente en la Guerra de Secesión (1861-1865). En el Reino Unido existe un Centro para la Arqueología de los Campos de Batalla en la Universidad de Glasgow. Cabe reseñar que esta disciplina está tomando un creciente protagonismo en el panorama investigador español, debido a la multiplicación de los estudios arqueológicos realizados sobre restos materiales de la Guerra civil española y la posguerra.
La arqueología del conflicto ha experimentado un fuerte desarrollo en los últimos años, debido a las conmemoraciones del centenario de la Primera Guerra Mundial.

## Características
La arqueología del conflicto, junto a la psicología de masas, la teoría de juegos o la antropología forense son campos que han tenido un fuerte impacto en la forma en que los historiadores abordan la guerra antigua. Han aparecido nuevos temas de estudio, como los motines, la fisiología del campo de batalla o el género, así como nuevas formas de abordar temas tradicionales como la logística, la economía o la posible motivación en el combate y la muerte.
La arqueología moderna de los conflictos se ocupa de los aspectos tecnológicos, sociales, culturales y psicológicos de los conflictos actuales. A diferencia de la arqueología de los campos de batalla, la arqueología moderna de los conflictos profundiza en el estudio antropológico de los conflictos más que en las manifestaciones físicas de las batallas. Como afirma Nicholas J. Saunders en su libro Beyond the Dead Horizon, las complejidades se generan en parte por la naturaleza de las guerras/conflictos modernos de intensidad industrializada e incorporan motivaciones políticas y nacionalistas y nociones de etnicidad e identidad.